# Dampoort (Bruges)

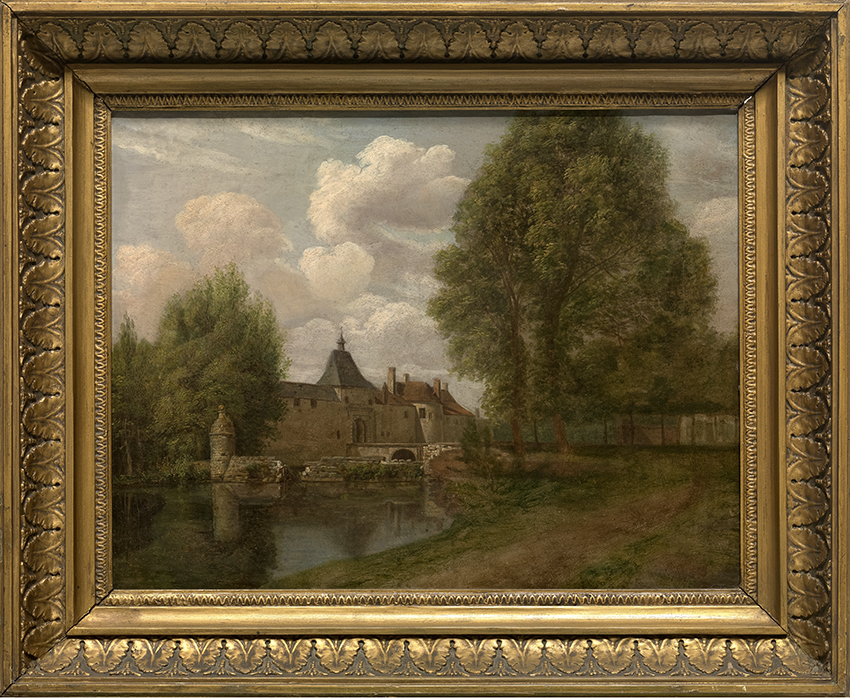
De Dampoort, seconda metà del XIX secolo (Groeningemuseum).

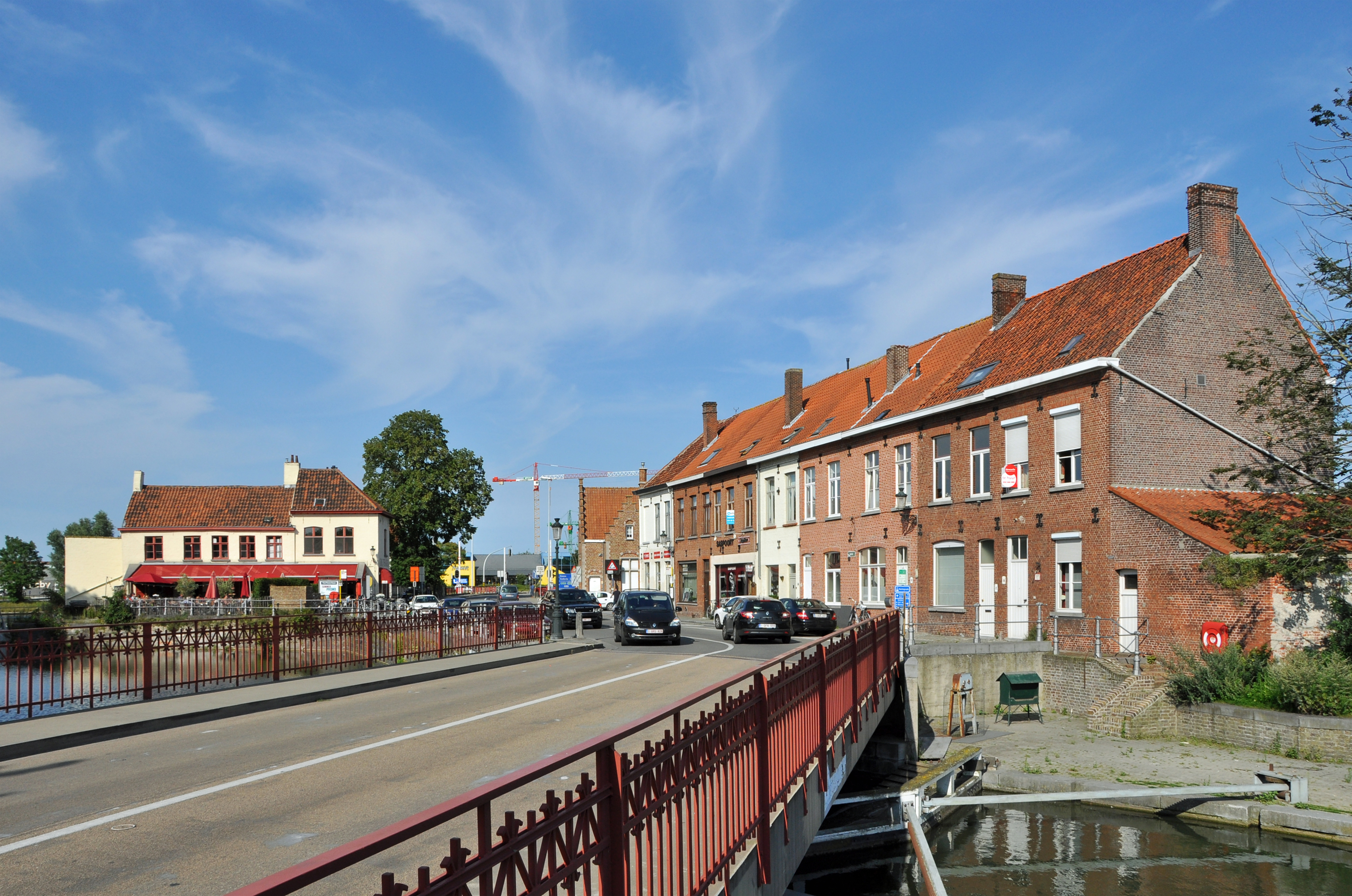
La Sasplein con il ponte sul vecchio Dampoortsluis in primo piano. Sullo sfondo a sinistra: "Café du Phare", dove si possono vedere i resti di una delle torri di difesa della citta`.

La Dampoort era una delle porte della città  di Bruges. Faceva parte dell'antico anello di difesa medievale intorno alla città. Il nome della porta, benché distrutta, è ancora utilizzato per identificare il luogo in cui si trovava.

## Il complesso
La porta in realta` era un complesso. Questo era costituito da tre diverse porte vere e proprie: la Sint-Nikolaaspoort, chiamata anche Koolkerkse Poort, la Sint-Leonarduspoort, chiamata anche Dudzelepoort, e infine la Speiepoort.
Ciascuna delle porte serviva a scopi diversi ad esempio la Speiepoort fungeva da chiusa per lo scarico per mantenere navigabile il complesso. Le porte furono gradualmente demolite, e sostituite da una nuova porta edificata nel 1600 per sostituire il complesso. Questa nuova porta venne chiamata Dampoort. Anche questa porta più recente fu demolita intorno al 1870. Oggi dell'intero complesso rimane solo una torre di difesa che può essere vista nel caffè Du Phare .
A Dampoort, i due ponti di Dampoort, situati ciascuno su uno dei lati del Dampoortsluis, attraversano il Ringvaart . Da questa chiusa inizia anche la diga Vaart, scavata nel periodo tra il 1811 e il 1814 per ordine di Napoleone Bonaparte.